# G N' R Lies
| Recensione    | Giudizio |
| ------------- | -------- |
| AllMusic      |          |
| Rolling Stone |          |

G N' R Lies è il secondo album in studio del gruppo musicale statunitense Guns N' Roses, pubblicato il 29 novembre 1988 dalla Geffen Records.

## Descrizione
Le prime quattro tracce appartengono all'EP Live ?!*@ Like a Suicide, già pubblicato in precedenza dalla band. Il disco in questione era caratterizzato dall'essere stato registrato in studio con l'aggiunta di rumori concertistici per simulare un'esecuzione dal vivo. Le altre quattro canzoni, tutte registrate con chitarre folk, sono invece inedite, ad eccezione di You're Crazy che era già uscita con l'album di debutto della band Appetite for Destruction, e compare ora registrata nella sua versione originale.
L'ultima traccia One in a Million fu fortemente criticata, per via dei riferimenti in tono spregiativo a niggers (negri), faggots (froci) e immigrants (immigrati). Benché il contenuto problematico di questa canzone sia piuttosto chiaro, il presunto intento xenofobo del testo è messo in discussione dal fatto che la madre di Slash sia di colore e che Axl Rose abbia sempre dichiarato di essere fan di Elton John e Freddie Mercury (dichiaratamente gay e bisessuale, rispettivamente). Il cantante ha inoltre difeso l'uso della parola nigger citando come riferimento il brano Woman Is the Nigger of the World di John Lennon.
- La tracklist contiene anche una cover di Mama Kin, uno dei primi singoli degli Aerosmith.
- La traccia Reckless Life è in realtà una cover rivisitata degli Hollywood Rose, e venne scritto da Chris Weber e Axl Rose.
- Anche il brano Move to the City, venne composto da Weber, assieme a Izzy Stradlin.

La copertina presenta una rivisitazione ironica della prima pagina di un giornale con i titoli dei brani contenuti nell'album.
Il 28 gennaio 1991 la Geffen pubblicò Lies, the Drugs, the Sex, una versione di G N R' Lies con diverso missaggio e con una lista tracce differente da quella originale.

## Tracce
G N' R Lies
1. Reckless Life (Rose/Weber) - 3:20
2. Nice Boys (Anderson, Cocks, Leach, Royall, Wells) - 3:03 (Rose Tattoo Cover)
3. Move to the City (Stradlin, Del James, Weber) - 3:42
4. Mama Kin (Steven Tyler) - 3:56 (Aerosmith Cover)
5. Patience (Rose, Stradlin) - 5:56
6. Used to Love Her (Rose, Stradlin) - 3:13
7. You're Crazy (Rose, Stradlin) - 4:10
8. One In A Million (Rose) - 6:10

Lies, the Drugs, the Sex
1. Patience
2. Reckless Life
3. Nice Boys
4. Used To Love Her
5. You're Crazy
6. Move to the City
7. Mama Kin
8. One in a Million

## Formazione
Gruppo
- W. Axl Rose – voce, pianoforte, fischio (traccia 5)
- Slash – chitarra solista, acustica, cori
- Izzy Stradlin – chitarra ritmica, acustica, cori
- Duff "Rose" McKagan – basso, chitarra acustica, cori
- Steven Adler – batteria, cori

Altri musicisti
- West Arkeen, Howard Teman, Rick Richards – percussioni (tracce 5-8)

## Classifiche

### Classifiche settimanali
| Classifica (1989) | Posizione massima |
| ----------------- | ----------------- |
| Australia         | 18                |
| Austria           | 10                |
| Canada            | 16                |
| Finlandia         | 7                 |
| Germania          | 37                |
| Italia            | 8                 |
| Norvegia          | 6                 |
| Nuova Zelanda     | 5                 |
| Paesi Bassi       | 12                |
| Regno Unito       | 22                |
| Stati Uniti       | 2                 |
| Svezia            | 7                 |
| Svizzera          | 15                |

### Classifiche di fine anno
| Classifica (1989) | Posizione |
| ----------------- | --------- |
| Australia         | 36        |
| Canada            | 41        |
| Italia            | 48        |
| Nuova Zelanda     | 13        |
| Paesi Bassi       | 38        |
| Stati Uniti       | 7         |